# Мунькино
Мунькино — деревня в Павловском районе Нижегородской области. Входит в состав городского поселения город Горбатов.

## Население
| 2002 | 2010 |
| ---- | ---- |
| 13   | ↘5   |

### Национальный состав
Согласно результатам переписи 2002 года, в национальной структуре населения русские составляли 100 % из 13 чел.

## Инфраструктура
Личное подсобное хозяйство.

## Транспорт
Просёлочная дорога.